# سارا و پسرش
سارا و پسرش (به انگلیسی: Sarah and Son) فیلمی ۸۶ دقیقه‌ای درام آمریکایی محصول ۱۹۳۰ به کارگردانی دورتی آرزنر است. فیلمنامه زوئی آکینز از رمان تیموتی شی به همین نام اقتباس شده‌است. در این فیلم با بازی روث شاترتون، فردریک مارچ، گیلبرت امری و دوریس لوید به ایفای نقش پرداخته‌اند. این فیلم در استودیو پارامونت در لس آنجلس فیلمبرداری و توسط پارامونت پیکچرز منتشر شد.